# Карташова Лідія Павлівна
Лідія Павлівна Карташова (12 (24) березня 1881, Москва, Російська імперія —  27 січня 1972, Київ, УРСР, СРСР) — російська і радянська акторка театру і кіно. Заслужена артистка РРФСР (1936). Народна артистка Української РСР (1943).

## Життєпис
Народилась 12 (24 березня) 1881 року у Москві. У 1894 році поступила в провінційну трупу антрепренера І. С. Томського. Працювала у великих містах Росії (Вологда, Томськ, Іркутськ, Саратов). Виконувала ролі героїнь. 
У 1919–1936 роках — акторка Ленінградського театру імені Пушкіна. В 1936–1959 роках — актриса Київського російського драматичного театру імені Лесі Українки.

Могила Лідії Карташової

Останні роки життя жила в Будинку ветеранів сцени Українського театрального товариства, де і померла 27 січня 1972 року в Києві. Похована на Байковому кладовищі (ділянка № 21).

## Відзнаки та нагороди
Народна артистка УРСР (з 1943 року). Нагороджена орденами Трудового Червоного Прапора, «Знак Пошани», медалями.

## Творчість
Роботи в театрі:
- Катерина — «Гроза»;
- Настасья Пилипівна — «Ідіот» за Достоєвським;
- Коробочка — «Мертві душі» за М. Гоголем;
- Марія Ланге — «Життя починається знову» В. Собка;
- Акулина — «Влада темряви» Л. Толстого;
- Ганна Павлівна — «Живий труп» Л. Толстого;
- Улита — «Ліс» О. Островського;
- Кабаниха — «Гроза» О. Островського;
- Кукушкіна — «Дохідне місце» О. Островського;
- Пантеліївна — «Таланти і шанувальники» О. Островського;
- Анфіса — «Три сестри» А. Чехова,

Робота в кіно:
- «За радянську Батьківщину» (1937);
- «Велике життя» (1939, дружина Козодоєва);
- «Повернення» (1940);
- «Небеса» (1940, Ганна Микитівна);
- «Мати» (1941, короткометражний);
- «Сині скелі» (1942, «Бойова кінозбірка № 9», мати);
- «Нескорені» (1945, Єфросинія);
- «Центр нападу»  (1946, бабуся);
- «Велике життя. 2 серія» (1046, дружина Козодоєва)
- «Діти сонця», фільм-спектакль (1956, т/ф, 2 с, Антипівна);
- «Це було навесні» (1959, епізод).